# 山武市
山武市（さんむし）は、千葉県東部に位置する市。都市雇用圏における東京都市圏に属する。
山武杉やイチゴの産地として知られる。2006年（平成18年）、4町村の合併により発足した。

## 地理
九十九里海岸中部に位置しており、市域は北西から丘陵地帯、沖積平野、海岸とほぼ平行かつ帯状に形成されている。県庁所在地である千葉市からは約20キロメートルの距離である。
国道126号線付近を境に北西部の丘陵地帯と南東部の沖積平野に分けられる。平野部は九十九里平野に含まれ、日本有数の砂浜海岸である九十九里海岸（九十九里浜）がある。海岸は遠浅で約8キロメートルにわたって太平洋に面する。気候は旧蓮沼村や成東町等の九十九里平野は海洋性気候で温暖、旧山武町地域等の内陸部は内陸性気候で寒冷である。

### 河川
作田川、境川、栗山川、源川、木戸川、両総用水

### 隣接する自治体
- 東金市
- 八街市
- 富里市
- 山武郡
  - 九十九里町
  - 芝山町
  - 横芝光町

## 歴史

### 沿革
- 2006年（平成18年）3月27日 - 山武郡成東町・山武町・蓮沼村・松尾町が合併し山武市が発足[2]。
- 2006年（平成18年）10月1日 - 市章を制定する。
- 2011年（平成23年）3月11日 - 沿岸部に東北地方太平洋沖地震による津波が襲い、死者1名と重傷者2名の人的被害が出た。海岸の防砂林を超えた津波による浸水被害のほかに、河川を逆流した津波が田畑に流れ込むなどの被害が出た。また、地震動により43棟が全壊し、438棟が半壊した（2012年2月1日現在、千葉県：東日本大震災について）。

### 市名
合併以前は、山武郡・山武町とも読みは「さんぶ」であったが、現在の山武市の読みは「さんむ」である。武社国造や武射郡の読み方「むさ」を受け継いだ「さんむ」の方が古い歴史的な読み方であり、1975年あたりからいつの間にか「さんぶ」に変わってしまったので、重い歴史を持った「さんむ」の方が新しい市に相応しいためであるという。なお、「山武郡」は現在も「さんぶぐん」が正式な読みである。

### 合併計画
- 九十九里市

2002年（平成14年）11月25日に山武地域合併準備会が発足した。当初はこの4町村と東金市、九十九里町が合併する計画で、2003年（平成15年）12月25日に山武地域合併協議会が新市名を九十九里市（くじゅうくりし）と決定し、2005年（平成17年）3月22日の合併を目指していた。2004年（平成16年）11月28日の東金市の住民投票で「合併反対」が多数となり離脱することになり、2005年（平成17年）1月31日に山武地域合併準備会が解散することになった。結局、東金市と九十九里町を除いた4町村が合併することになった。実現していれば13万人の都市になっていた。
- 太平洋市

2005年（平成17年）1月31日に山武中央4町村合併任意協議会が新市名を太平洋市（たいへいようし）と決定した。古谷淳・松尾町長（当時）は「決してパシフィック・オーシャンの意味ではない。大きな希望を持った平和な市と理解してほしい」と釈明したが、「一自治体が『太平洋』を名乗るべきではない」という趣旨の抗議が相次いだ。そのため、2005年（平成17年）2月27日に新市名を白紙撤回され、住民アンケートを行って同年3月15日に現在の市名に変更された。

### 行政区域変遷
- 変遷の年表

| 山武市市域の変遷（年表） | 山武市市域の変遷（年表） | 山武市市域の変遷（年表） |
| 年                       | 月日                     | 現山武市市域に関連する行政区域変遷 |
| ------------------------ | ------------------------ | --- |
| 1889年（明治22年）       | 4月1日                   | 町村制施行により、以下の町村が発足。 - 旧成東町 - 武射郡 - 緑海村 ← 松ヶ谷村、井之内村、小松村、木戸村 - 大富村 ← 富田村、早船村、芝原村、寺崎村、真行寺村、島戸村、野堀村、新泉村 - 南郷村 ← 上横地村、下横地村、富田幸谷村、五木田村、草深村、小泉村、富口村 - 成東町 ← 成東町、殿台村、島村、津辺村、和田村、市場村、親田村、湯坂村、板付村、川崎村 - 山辺郡 - 鳴浜村 ← 作田村、白幡村、本須賀村 - 公平村 ← 道庭村、家之子村、松之郷村、求名村、姫島村 - 旧山武町 - 武射郡 - 日向村 ← 矢部村、森村、椎崎村、木原村、大木村 - 睦岡村 ← 埴谷村、沖渡村、実門村、横田村、板川村、板中新田、中津田村、麻生新田、戸田村 - 山辺郡 - 源村← 下布田村、植草村、雨坪村、武勝村、上布田村、極楽寺村、三ヶ尻村、酒蔵村、滝沢村 - 旧蓮沼村 - 武射郡 - 蓮沼村 ← ←蓮沼村、平野新田 - 旧松尾町 - 武射郡 - 松尾村 ← 田越村、大堤村、猿尾村、松尾村、八田村、祝田村、五反田村、水深、水深村 - 大平村 ← 借毛本郷村、広根村、下野村、折戸村、下之郷村、高富村、木刀村、本柏村、武野里村 - 豊岡村 ← 山室村、引越村、谷津村、古和村、金尾村、小川村、上大蔵村、下大蔵村、蕪木村 |
| 1897年（明治30年）       | 4月1日                   | 武射郡、山辺郡が統合して山武郡が成立。 |
| 1898年（明治31年）       | 8月31日                  | 松尾村が町制施行して松尾町となる。 |
| 1953年（昭和28年）       | 4月10日                  | 公平村の一部（姫島）が成東町に編入。 |
| 1954年（昭和29年）       | 4月1日                   | 源村の一部（下布田、植草、雨坪、武勝）が日向村に編入。 |
| 1954年（昭和29年）       | 10月1日                  | 成東町・大富村・南郷村が合併し、成東町が発足。 |
| 1954年（昭和29年）       | 10月31日                 | 日向村大木の一部が印旛郡八街町（現八街市）に編入。 |
| 1955年（昭和30年）       | 1月1日                   | 日向村・睦岡村が合併し、山武町が発足。 |
| 1955年（昭和30年）       | 2月1日                   | 松尾町・大平村・豊岡村が合併し、松尾町が発足。 |
| 1955年（昭和30年）       | 3月31日                  | 鳴浜村の一部（白幡、本須賀）が成東町に編入。 |
| 1955年（昭和30年）       | 7月1日                   | 成東町・緑海村が合併し、改めて成東町が発足。 |
| 1956年（昭和31年）       | 4月1日                   | 山武町木原・沖渡の一部が印旛郡八街町（現八街市）に編入。 |
| 2006年（平成18年）       | 3月27日                  | 山武町・成東町・松尾町・蓮沼村が合併し、山武市が発足。 |

## 人口
平成27年国勢調査より前回調査からの人口増減をみると、6.89％減の52,222人であり、増減率は県下54市町村中44位、60行政区域中50位。2025年3月1日の推計人口では45,822人にまで減少している。
| |                                        |  |
| 山武市と全国の年齢別人口分布（2005年） | 山武市の年齢・男女別人口分布（2005年） |  |
| ■紫色 ― 山武市 ■緑色 ― 日本全国 | ■青色 ― 男性 ■赤色 ― 女性              |  |
| 山武市（に相当する地域）の人口の推移 \| 1970年（昭和45年） \| 42,377人 \| \| \| 1975年（昭和50年） \| 42,695人 \| \| \| 1980年（昭和55年） \| 43,954人 \| \| \| 1985年（昭和60年） \| 46,299人 \| \| \| 1990年（平成2年） \| 50,692人 \| \| \| 1995年（平成7年） \| 58,405人 \| \| \| 2000年（平成12年） \| 60,614人 \| \| \| 2005年（平成17年） \| 59,024人 \| \| \| 2010年（平成22年） \| 56,089人 \| \| \| 2015年（平成27年） \| 52,222人 \| \| \| 2020年（令和2年） \| 48,444人 \| \| |                                        |  |
| 総務省統計局 国勢調査より |                                        |  |
| 1970年（昭和45年） | 42,377人                               |  |
| 1975年（昭和50年） | 42,695人                               |  |
| 1980年（昭和55年） | 43,954人                               |  |
| 1985年（昭和60年） | 46,299人                               |  |
| 1990年（平成2年） | 50,692人                               |  |
| 1995年（平成7年） | 58,405人                               |  |
| 2000年（平成12年） | 60,614人                               |  |
| 2005年（平成17年） | 59,024人                               |  |
| 2010年（平成22年） | 56,089人                               |  |
| 2015年（平成27年） | 52,222人                               |  |
| 2020年（令和2年） | 48,444人                               |  |

東金市と同様に消滅可能性都市に指名されている。
近年は外国人人口が急増しており、令和6年12月31日時点での市内の外国籍の人口は2,104人、そのうちスリランカ人は1,078人に達する。

## 行政

### 市長
- 松下浩明（2018年4月23日就任、2期目）

歴代市長
- 初代：椎名千収（2006年4月23日 - 2018年4月22日 3期）

### 役所
- 山武市役所（旧成東町役場）
  - （本庁舎）
山武市殿台296番地
- 山武支所（さんぶの森交流センターあららぎ館内）
  - 山武市埴谷1884番地1
- 蓮沼支所（旧蓮沼村役場）
  - 山武市蓮沼ハの4832番地1
- 松尾支所（旧松尾町役場）
  - 山武市松尾町松尾40番地2

### 警察・消防
- 山武警察署（旧成東警察署。山武市、芝山町、横芝光町を管轄。）
- 山武郡市広域行政組合消防本部
  - 東消防署
    - 山武分署

## 議会

### 市議会
- 山武市議会
- 定数：20人[15]
- 任期：2023年5月1日 - 2027年4月30日[16]
- 議長：小川吉孝（平成会）
- 副議長：小野崎正喜（山政研）

| 会派名     | 議席数 | 議員名（◎は代表）                                     |
| ---------- | ------ | ----------------------------------------------------- |
| 山政研     | 5      | ◎高知尾正義、萩原善和、加藤忠勝、小野崎正喜、小川良一 |
| 平成会     | 5      | ◎越川哲、行木三郎、小川善郎、小川吉孝、林善和         |
| 公明党     | 3      | ◎本山英子、市川陽子、川原春夫                         |
| 政策研究会 | 3      | ◎高橋忠、能勢秋吉、井野敬一                           |
| 新政会     | 3      | ◎大塚重忠、大川義男、宍倉弘康                         |
| 諸派       | 3      | 蕨眞、八角公二、今関恒                                |

今関恒と林善和の2名は、2014年（平成26年）4月20日に行われた市議補選で当選した。

### 衆議院
- 選挙区：千葉11区（茂原市、東金市、勝浦市、山武市、いすみ市、大網白里市、山武郡（芝山町、九十九里町、横芝光町の旧横芝町域）、長生郡、夷隅郡）
- 任期：2021年10月31日 - 2025年10月30日
- 当日有権者数：351,570人
- 投票率：51.38％

| 当落 | 候補者名 | 年齢 | 所属党派     | 新旧別 | 得票数    | 重複 |
| ---- | -------- | ---- | ------------ | ------ | --------- | ---- |
| 当   | 森英介   | 73   | 自由民主党   | 前     | 110,538票 |      |
|      | 椎名史明 | 64   | 日本共産党   | 新     | 30,557票  |      |
| 比当 | 多ケ谷亮 | 52   | れいわ新選組 | 新     | 30,432票  | ○    |

## 経済

### 産業
農林業・観光業を主産業とする。
- 農業協同組合
  - 山武郡市農業協同組合

#### 農林漁業

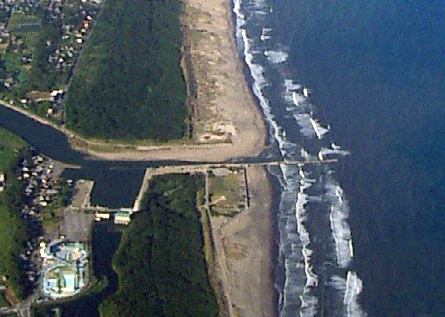
栗山川漁港（第1種漁港）

農業では、20箇所を超えるいちご狩り観光農園を有するなど、果物の生産が盛んである。
林業では、山武杉の産地として知られるが、近年は過疎による後継者不足に悩んでいる。また山武杉などの木材を加工して作られる「組子細工」は、主に障子や欄間などの建具に施される技法で、それを施された建具を「上総建具」と呼ぶ。これらは宝暦年間に普及し始めた山武杉の台頭によってより盛んになり、伝統工芸品として房総の魅力500選に選ばれるなど評価されている。
なお、山武杉には「杉の溝腐病」という樹病があり、近年の林業の衰退から間伐などの森林管理が適切に行われず杉などの山林が放置されていたことが、2019年9月に発生した令和元年房総半島台風(台風15号)で、山武市を含む千葉県内で倒木被害により発生した停電とその復旧作業の妨げにつながったという指摘がある。
- 特産物
  - 山武杉 - 主に千葉県の山武地域（他に印旛、長生、夷隅地域など）を産地とする杉
  - までい牛 - 銘柄牛肉・飯舘牛の血を引く黒毛和牛の牛肉

また、高度成長期以前は漁業も盛んで、旧蓮沼村地区は栗山川漁港を利用していたが、繁栄期に比べ衰退傾向にある。
- 第1種漁港
  - 栗山川漁港

#### 本社・本店を置く企業
- 天野産業
- ちばフラワーバス本社
- 守屋酒造
- 寒菊銘醸
- 梅一輪酒造
- 花の友 - 酒造業（日本酒醸造）

#### 市内に事業所を置く企業
松尾地域には松尾台工業団地があり、誘致企業の工場などが立地している。
- 国際石油開発帝石千葉鉱業所
- アルバック千葉研究所
- パラマウントベッド千葉工場・松尾工場
- 日本ドライケミカル千葉工場
- 日本ブレーキ工業千葉事業所
- BMW JAPAN松尾新車整備センター - プジョー・ジャポン、フィアットオートジャパンなども受託
- カセイ食品株式会社 千葉工場 - 学校給食用・業務用ジャムなどの製造
- 読売センター成東 - 読売新聞専売店

### 商業
東金市（準商業中心都市）から成東地区にかけての国道126号沿線にはロードサイド店舗が多く出店しており、店舗密集地になっている。

## 地域

### 地区
合併などの経緯から4地域に分かれている。
- 成東地域（旧成東町）
  - 商業施設が立ち並び東金市まで続く都市である。ロードサイド店舗が多い。
- 山武地域（旧山武町）
  - 日向駅があり、さんぶの森公園を代表する森林や自然が残る。山武杉で知られる。
- 松尾地域（旧松尾町）
  - 旭市や横芝光町へ続く国道126号や松尾駅がある。明治初期には、柴山藩（後の松尾藩）によって松尾城と城下町がつくられた。
- 蓮沼地域（旧蓮沼村）
  - 九十九里海岸や蓮沼海浜公園、蓮沼ウォーターガーデンがあり観光業につながっている。

| 地域     | 大字・町名 |
| -------- | --- |
| 旧成東町 | 成東・姫島・島・殿台・津辺・市場・親田・川崎・板附・和田・湯坂・野掘・真行寺・嶋戸・新泉・富田・寺崎・早船・柴原・上横地・下横地・草深・五木田・小泉・富口・富田幸谷・白幡・本須賀・木戸・小松・松ケ谷・井之内 |
| 旧山武町 | 麻生新田・板川・板中新田・沖渡・実門・戸田・中津田・埴谷・美杉野・横田・雨坪・植草・大木・木原・椎崎・下布田・日向台・武勝・森・矢部・西湯坂                                                                   |
| 旧松尾町 | 山室・引越・谷津・古和・小川・上大蔵・下大蔵・金尾・蕪木・八田・猿尾・五反田・祝田・水深・本水深・田越・大堤・松尾・富士見台・広根・下野・折戸・下之郷・借毛本郷・高富・本柏・木刀・武野里                     |
| 旧蓮沼村 | 蓮沼イ・蓮沼ロ・蓮沼ハ・蓮沼ニ・蓮沼ホ・蓮沼平 |

#### 住所表記
各地域ごとに住所表記が異なる。
- 成東・山武地域
  - 例) 山武郡成東町成東→山武市成東
  - 例) 山武郡山武町埴谷→山武市埴谷
- 松尾地域
松尾地域の地区に関しては、大字の前に松尾町をつける。
  - 例) 山武郡松尾町山室→山武市松尾町山室
- 蓮沼地域　
  - 例) 山武郡蓮沼村イ→山武市蓮沼イ

### 教育

#### 高等学校
- 千葉県立成東高等学校
- 千葉県立松尾高等学校

#### 中学校
- 山武市立成東中学校
- 山武市立成東東中学校
- 山武市立山武中学校
- 山武市立山武南中学校
- 山武市立蓮沼中学校
- 山武市立松尾中学校

#### 小学校
- 山武市立成東小学校
- 山武市立大富小学校
- 山武市立南郷小学校
- 山武市立鳴浜小学校
- 山武市立緑海小学校
- 山武市立日向小学校
- 山武市立睦岡小学校

- 山武市立山武北小学校
- 山武市立山武西小学校
- 山武市立蓮沼小学校
- 山武市立豊岡小学校
- 山武市立松尾小学校
- 山武市立大平小学校

#### 児童福祉施設
- 成東幼稚園
- 南郷幼稚園
- 緑海幼稚園
- 鳴浜幼稚園

- 日向幼稚園
- むつみのおか幼稚園
- 蓮沼幼稚園（平成21年4月1日より休園中）

### 施設
郵便局
- 成東郵便局

図書館
- 成東図書館
- さんぶの森図書館
- 松尾図書館

文化施設
- 成東文化会館のぎくプラザ
- 成東中央公民館
- さんぶの森文化ホール
- さんぶの森中央会館
- さんぶの森公園

- さんぶの森交流センターあららぎ館
- 松尾洗心館
- 松尾ふれあい館(農村環境改善センター)
- 蓮沼中央会館

スポーツ施設
- 成東総合運動公園
- さんぶの森中央体育館
- さんぶの森元気館
- さんぶの森ふれあい公園

- 日向の森野球場
- 蓮沼スポーツプラザ
- 蓮沼野球場
- 松尾運動公園

自動車教習所
- 山武市営松尾自動車教習所

### 市外局番
- 成東・山武・蓮沼地域＝0475（東金MA）
- 松尾地域＝0479（八日市場MA）

## 交通

### 空港
市内に空港はなく、千葉県成田市の成田国際空港（成田空港）および東京都大田区の東京国際空港（羽田空港）が最寄りとなる。
成田国際空港：約20キロメートルの距離（詳細は成田国際空港へのアクセスを参照）
- バス：空港シャトルバス
- 鉄道：総武本線沿線駅 - 佐倉駅（成田線へ乗換）- 空港第2ビル駅・成田空港駅（成田線）

東京国際空港：約55キロメートルの距離（詳細は東京国際空港へのアクセスを参照）

### 鉄道路線
東日本旅客鉄道（JR東日本）
- 総武本線
  - 日向駅 - 成東駅 - 松尾駅
- 東金線
  - 成東駅

このほか芝山鉄道の延伸を求めており、「芝山鉄道延伸連絡協議会」の構成自治体の一つでもある。

### バス路線

#### 高速バス
高速バス路線はいずれも京成バス千葉イースト成東営業所（旧ちばフラワーバス）が運行。
東京ルート
- シーサイドライナー　東京駅 - 成東 1時間40分
  - 成東車庫 - 成東高校 - 田間中央公園／東金商高入口 - 東金駅入口 ⇔ バスターミナル東京八重洲

千葉ルート
- フラワーライナー　千葉駅 - 成東 50分
  - 成東車庫 - 成東高校 - 田間中央公園／東金商高入口 - 東金駅入口 ⇔ 都町球場入口 - 中央三丁目 - 中央二丁目 - 千葉駅

#### 路線バス
- 京成バス千葉イースト成東営業所（旧ちばフラワーバス）
  - 千葉線

成東駅から中野操車場を経由して千葉駅を繋ぐ。成東駅から千葉駅まで早く、また安く移動するには、JR総武本線を利用する方が良い。
  - 海岸線

成東駅と成東海岸、作田海岸、成東海水浴場、「市役所前」などを経由し、成東駅へ戻る循環路線。便により経路が異なるため注意。
  - 八街線

八街駅から妙宣寺を経由して、成東駅を繋ぐ路線と、八街駅から妙宣寺を経由して、山武支所前を繋ぐ路線がある。山武支所方面は平日のみ運行、朝に上り（八街駅方面）、昼に下りがそれぞれ一本ずつ運行。この路線を利用して支所方面へ行き、日帰りするには後述の山武市基幹バスを利用して日向駅経由で帰るか、ふれあいタクシー、その他タクシーを利用する必要がある。
  - さんむ成田線「さんむウイングライナー」

2018年10月13日から実証実験運行を開始、実証実験運行は2021年3月までの2年6カ月を予定している。
「空港第2旅客ターミナル」（成田国際空港）、風和里しばやま、山武北小学校前、さんぶの森公園、成東駅などを経由する。便により、イオンモール成田、京成成田駅、成東高校前、城西国際大学カリヨン通り、JR求名駅、山武市役所を経由するものもあり、運行範囲は幅広い。芝山鉄道芝山千代田駅付近に「整備地区」停留所があるが、一般の道路ではなく空港の道路であるためアクセスしづらい。八街線の妙宣寺を経由し山武支所前まで同じルートを走行するが、停留所がないため乗り換えできない。また分譲地のある日向台を経由するが、付近のJR日向駅、後述の山武市基幹バスとは連絡していない。
運賃は市内運賃と市外運賃、それを繋ぐ一般運賃があるが、これにより1停（一区間）であっても運賃は大人500円と高くなってしまう。なお、市が運営（運行はちばフラワーバスに委託）しているため、学生運賃が存在する。
- 京成バス千葉イースト（旧千葉交通）
  - 蓮沼循環

横芝駅と蓮沼海浜公園の最寄りである南浜海岸を経由する循環路線。夜間は南浜海岸から途中の上堺四つ角（かみさかいよつすみ）までの運行で、横芝駅へは接続していない。
- 空港シャトルバス
横芝屋形海岸、蓮沼海浜公園、JR松尾駅南、芝山市街地、芝山千代田駅を経由して、成田空港第2旅客ターミナルを結ぶ。
- 九十九里鉄道

#### コミュニティバス
山武市コミュニティバス「山武市基幹バス」を運行している。その他、芝山町コミュニティバス「芝山ふれあいバス」も利用できる。
- 山武市基幹バス（京成バス千葉イースト成東営業所が運行受託）
  - さんぶの森元気館、あららぎ館、さんぶの森公園、JR日向駅、成東高校前、さんむ医療センター、山武市役所、JR成東駅、蓮沼海浜公園などを接続する。
- 芝山町コミュニティバス「芝山ふれあいバス」（芝山交通が運行受託）
  - 芝山千代田駅から芝山市街地を経由して、JR松尾駅を繋ぐ。

### 道路
- 高速道路

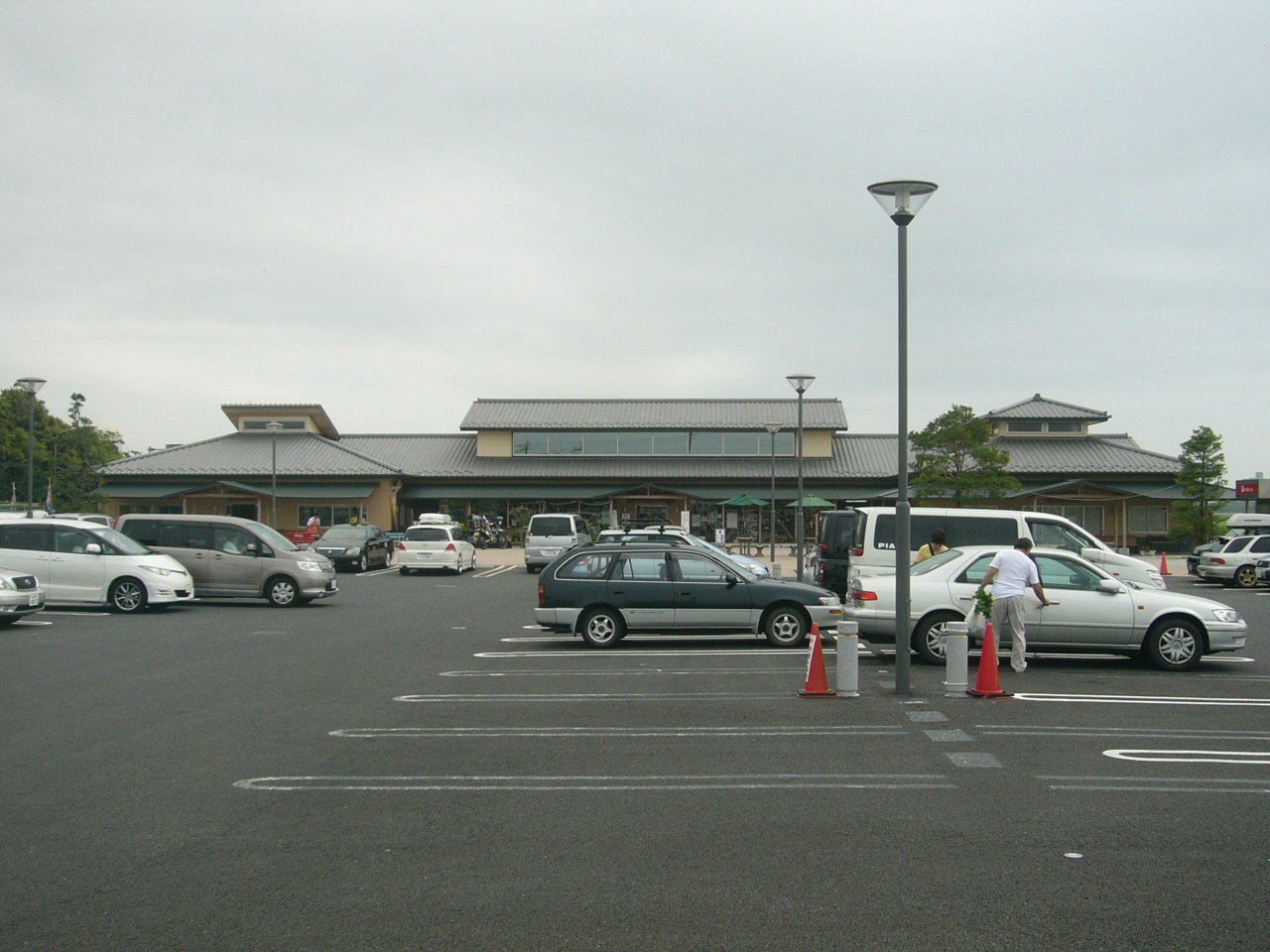
オライはすぬま（道の駅）

  - 首都圏中央連絡自動車道（圏央道）：- 山武成東IC - 松尾横芝IC
  - 銚子連絡道路：松尾横芝IC -
- 一般国道
  - 国道126号
- 主要地方道
  - 千葉県道22号千葉八街横芝線
  - 千葉県道30号飯岡一宮線（九十九里ビーチライン）
  - 千葉県道45号八日市場八街線
- 都道府県道
  - 千葉県道111号松尾停車場線
  - 千葉県道112号成田成東線
  - 千葉県道116号横芝山武線
  - 千葉県道117号日向停車場極楽寺線
  - 千葉県道58号松尾蓮沼線（芝山はにわ道）
  - 千葉県道62号成田松尾線（芝山はにわ道）
  - 千葉県道76号成東酒々井線
  - 千葉県道118号成東山武線
  - 千葉県道121号成東鳴浜線
  - 千葉県道122号飯岡片貝線
  - 千葉県道124号緑海東金線
- 道の駅
  - オライはすぬま

## 名所・旧跡・観光スポット・祭事・催事

### 名所・旧跡
- 歴史民俗資料館・伊藤左千夫の生家（千葉県指定史跡、房総の魅力500選）
- 大宮神社（大同2年創祀と伝える古社、旧郷社）
- 五所神社（本殿は千葉県指定有形文化財、旧郷社）
- 白幡八幡神社（石橋山の戦いに敗れ房総に逃れた源頼朝が、その後鎌倉を目指した際に白旗を献納した八幡神社）
- 真光寺（延暦8年に征東大将軍紀古佐美が建立した寺院）
- 不動院長勝寺（石塚の森中腹にある朱塗り懸崖造りの寺院、行基により開基されたとされる、浪切不動）
- 極楽寺（浄土宗第3祖然阿良忠上人開創の寺院）
- 妙宣寺（「鍋かむり上人」こと日親の生地）
- 長光寺（妙宣寺とともに、枝垂桜で有名）
- 津辺城跡
- 成東城跡
- 松尾城跡
- 大堤権現塚古墳（千葉県指定史跡）
- 蕪木古墳群（房総の魅力500選）
- 胡麻手台16号墳
- 駄ノ塚古墳
- 山室姫塚古墳（千葉県指定史跡）
- 九十九里教会（1887年に建てられた教会、ヘボンゆかりの教会として知られる、国の登録有形文化財）
- 成東・東金食虫植物群落（国の天然記念物、房総の魅力500選）
- 成東町のクマガイソウ、石塚の森（千葉県指定天然記念物、房総の魅力500選）

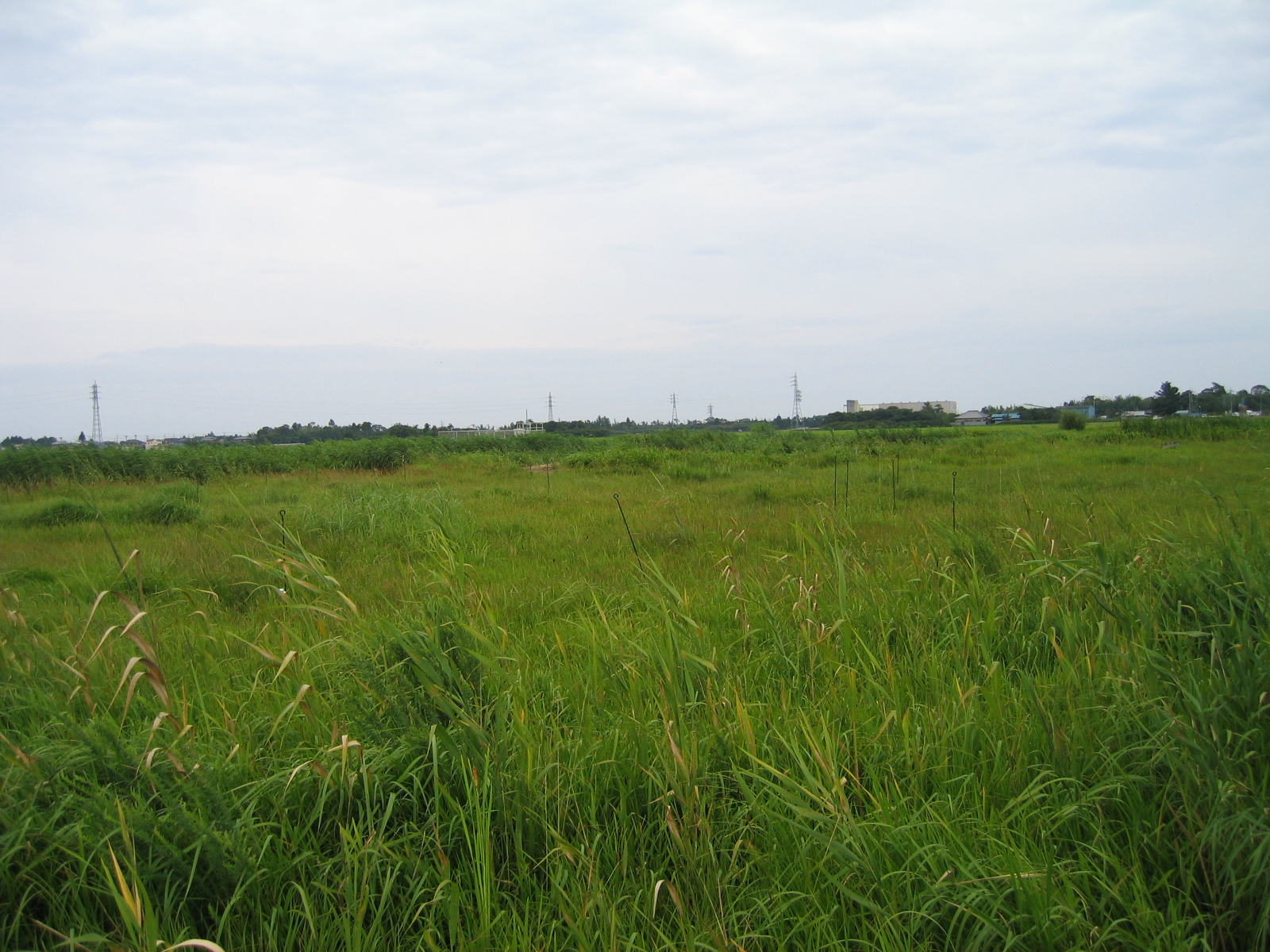
成東・東金食虫植物群落
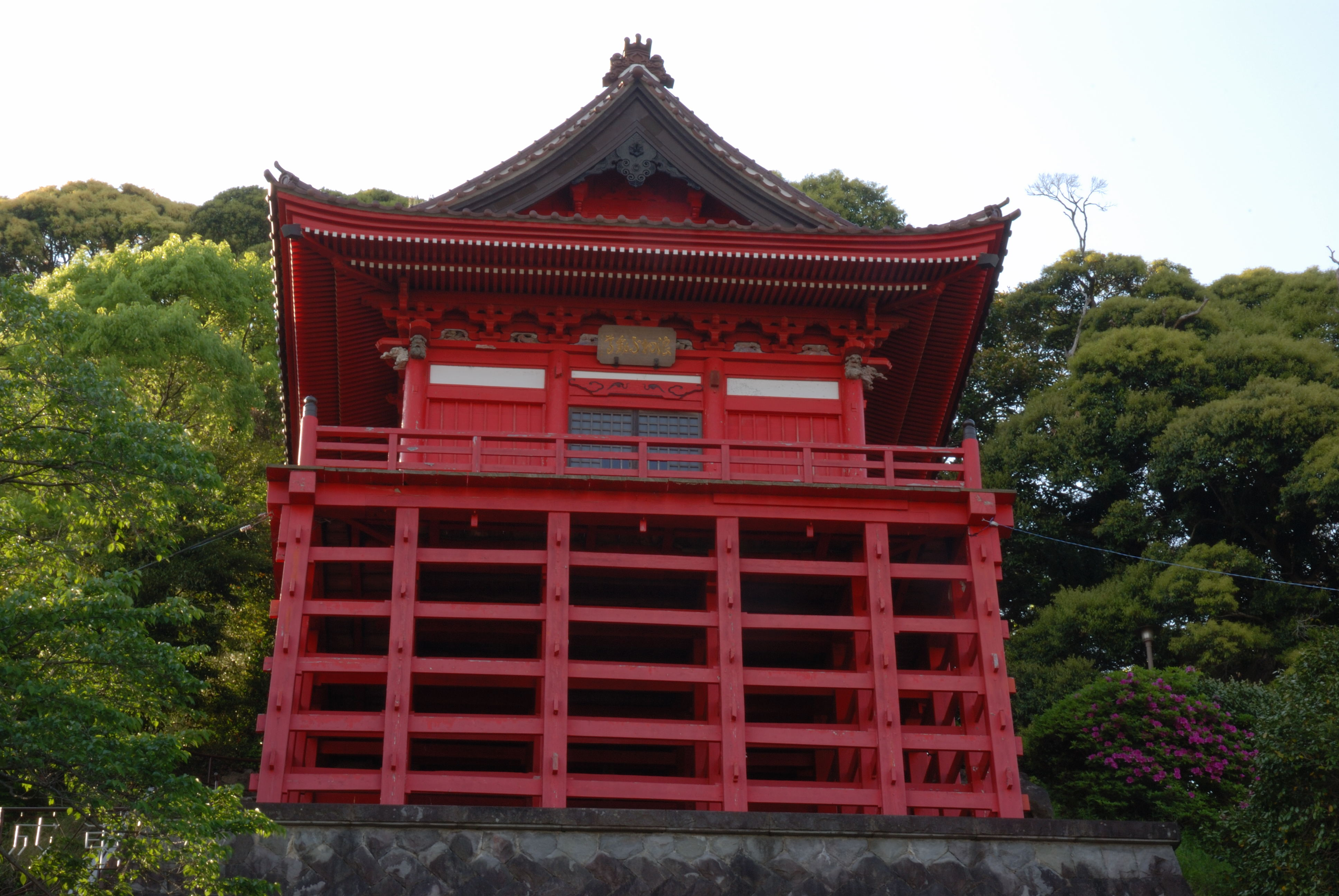
不動院長勝寺
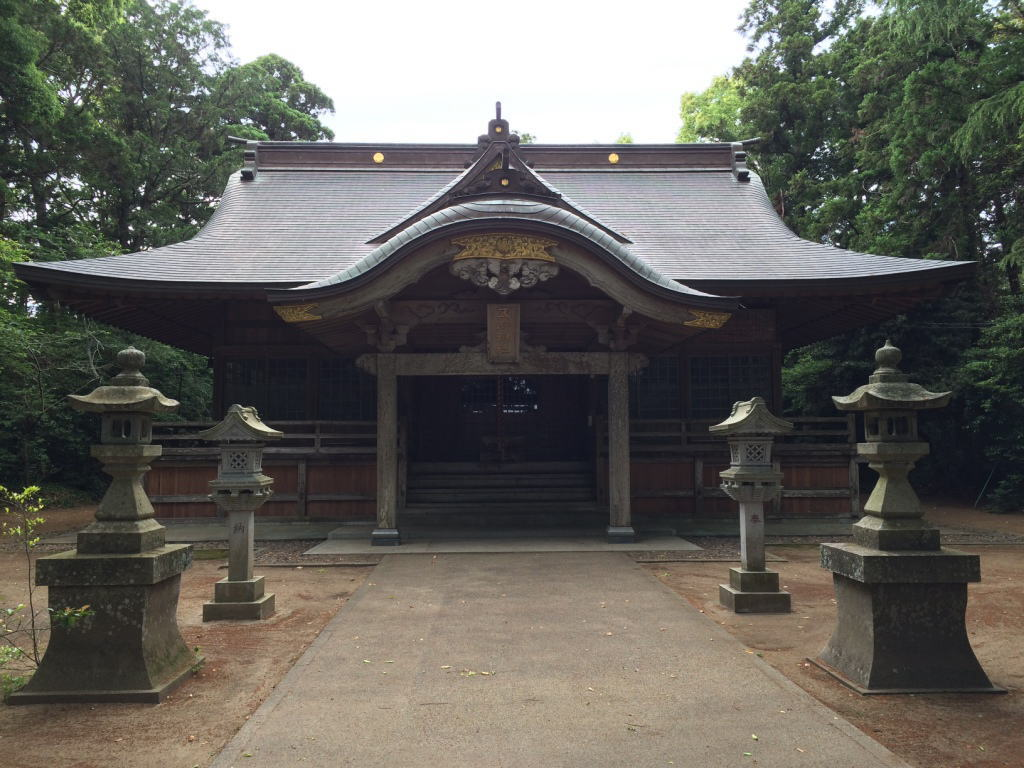
五所神社

### 観光スポット
- 成東城址公園
- 蓮沼海浜公園（宿泊施設、プール、テニス場、公園施設などを伴ったリゾート、房総の魅力500選に選定）
- さんぶの森公園
- いちご狩り・ストロベリーロード（成東地域の国道126号沿いに観光農園が集中する[20]）

#### 観光農場
- いちご狩り
  - 成東ストロベリーロード
    - 窪原苺園・くぼはらいちご園

#### 温泉
- 鳴涛温泉

#### 海水浴場
- 九十九里浜
  - 海水浴場・サーフスポット
    - 蓮沼海岸（蓮沼海水浴場）
      - 殿下海水浴場
      - 中下海水浴場
      - 南浜海水浴場

    - 成東海岸
      - 小松海水浴場
      - 白幡・井之内海水浴場
      - 本須賀海水浴場
      - 本須賀サーフスポット

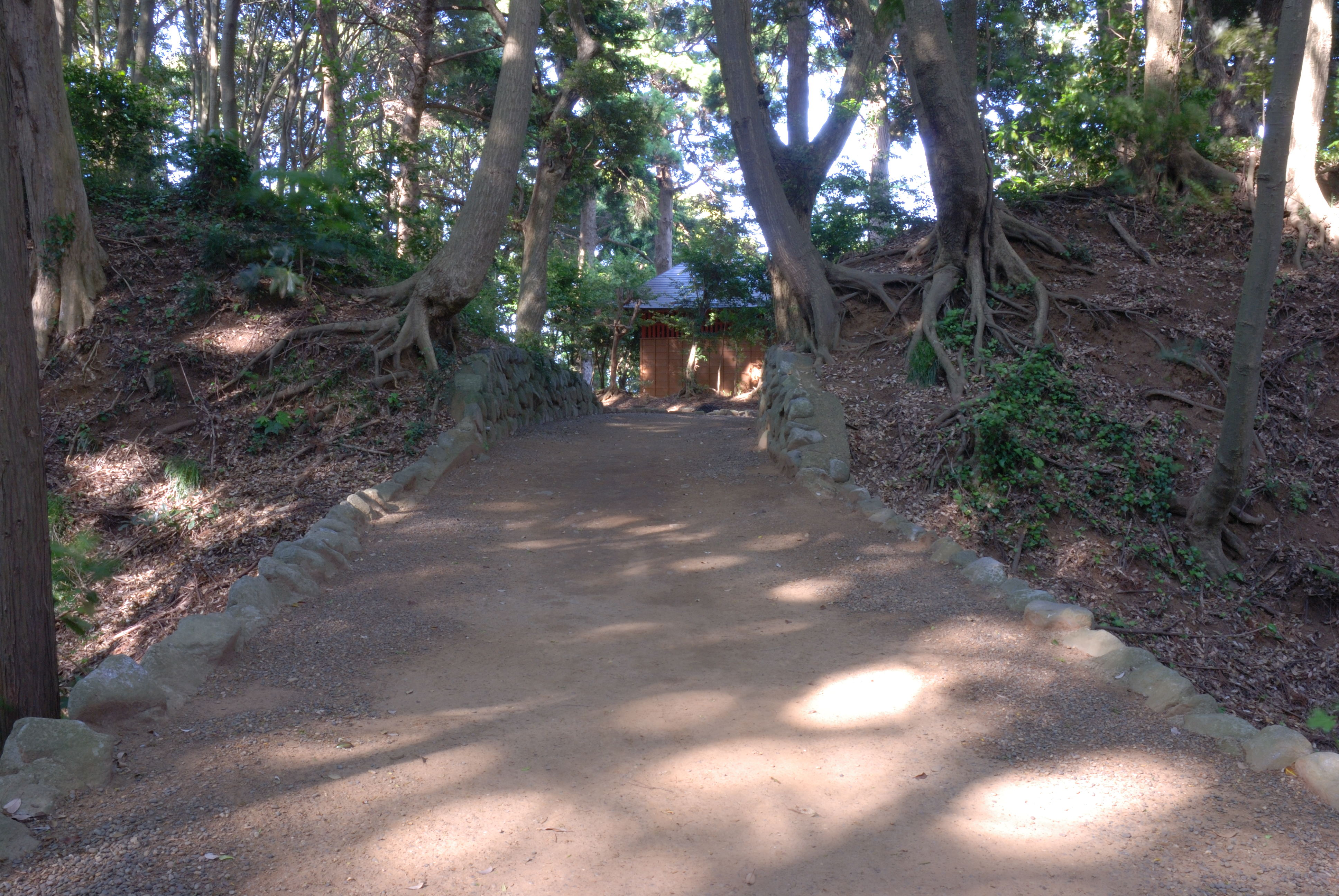
成東城址公園
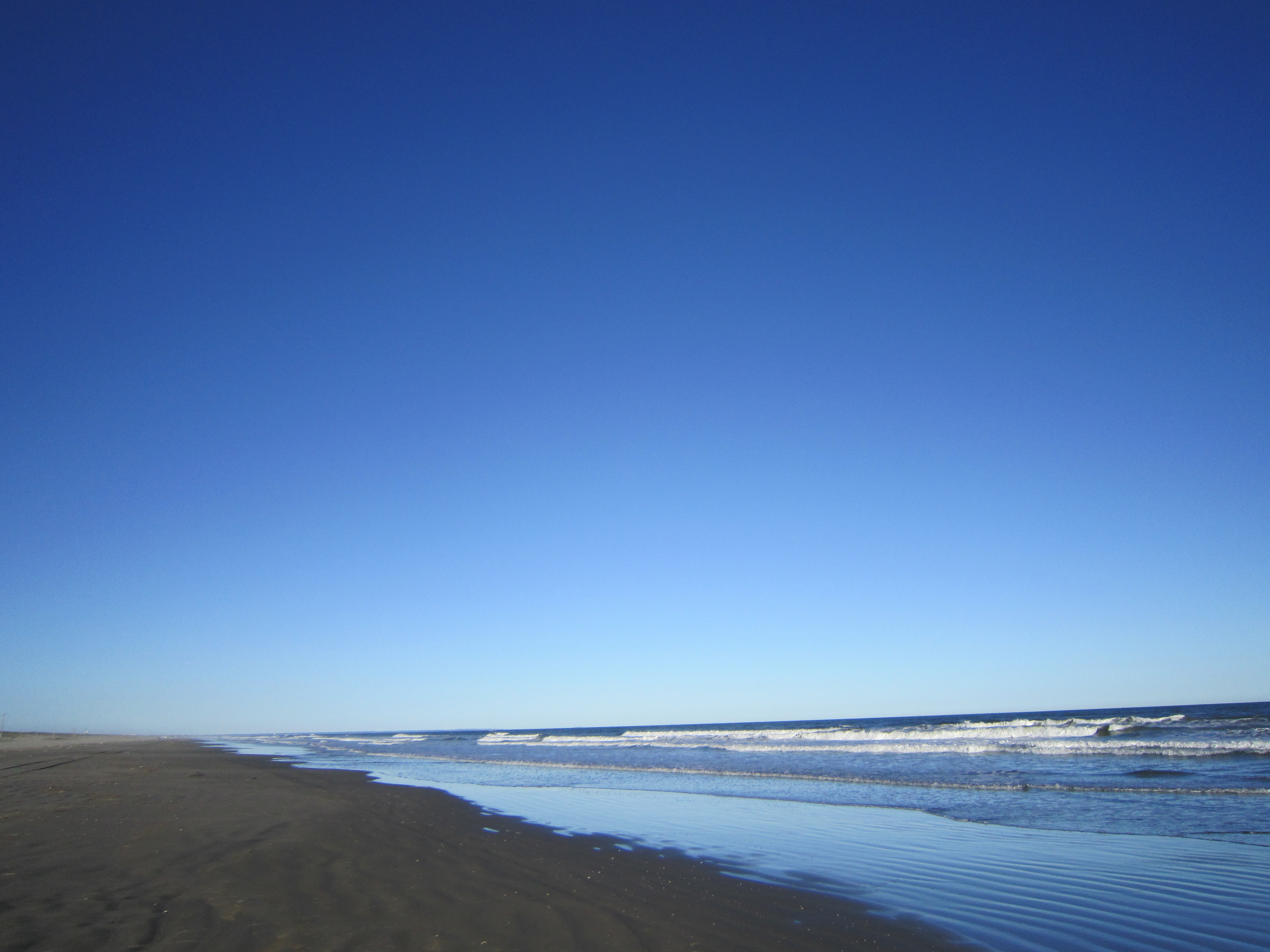
九十九里浜（蓮沼海水浴場）
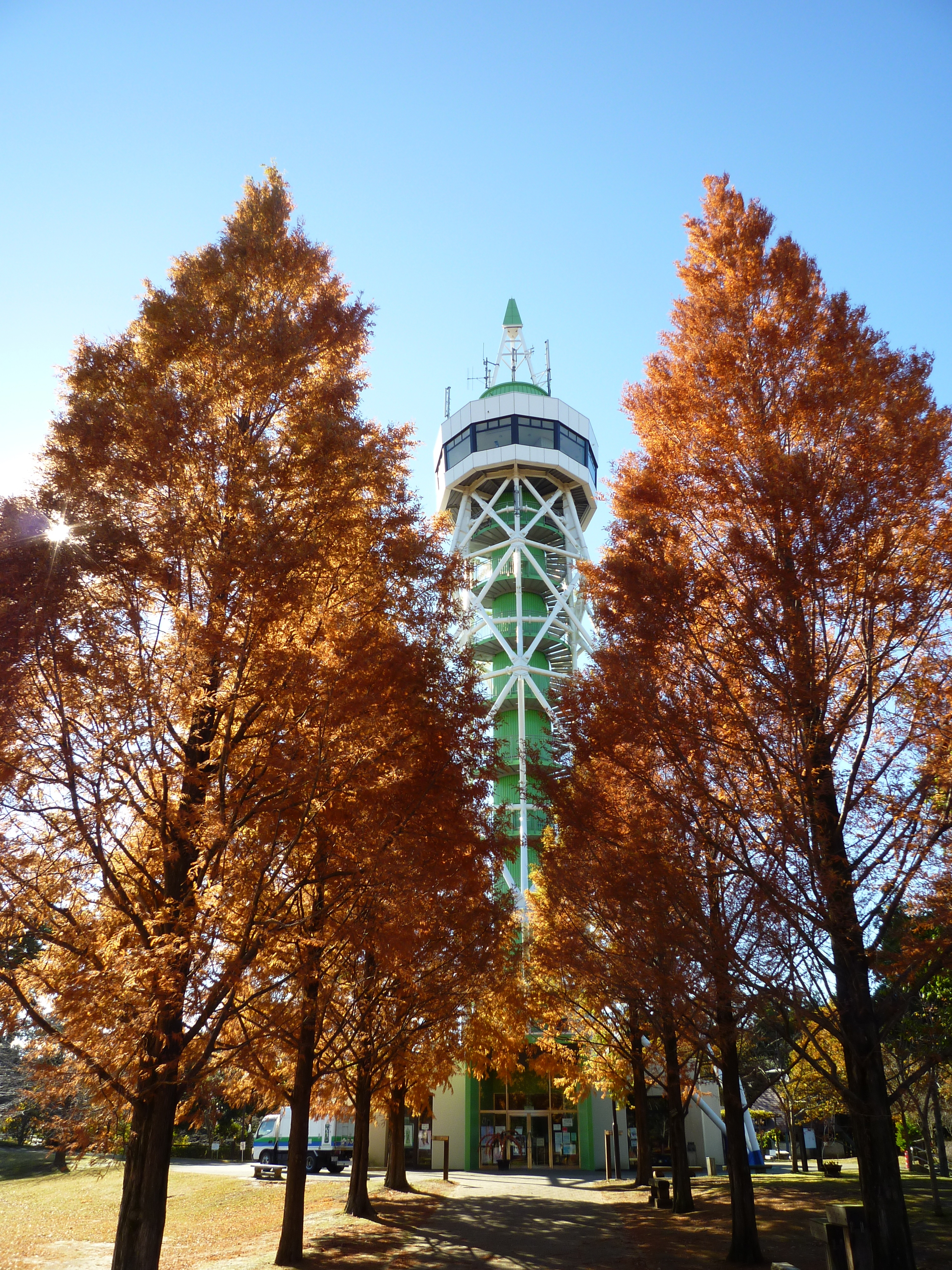
さんぶの森公園（グリーンタワー）

### 文化財
国・県指定および国登録文化財一覧。
| 番号 | 指定・登録 | 類別                     | 名称                                     | 所在地                                               | 所有者または管理者             | 指定年月日      | 備考  |
| ---- | ---------- | ------------------------ | ---------------------------------------- | ---------------------------------------------------- | ------------------------------ | --------------- | ----- |
| 1    | 国指定     | 記念物（天然記念物）     | 成東・東金食虫植物群落                   | 山武市島字畑田464-7・東金市上武射田字入道島1874-35他 | 国                             | 大正9年7月17日  |       |
| 2    | 県指定     | 有形文化財（建造物）     | 五所神社本殿                             | 山武市蓮沼イ-2222                                    | 五所神社                       | 昭和29年3月31日 | 1棟   |
| 3    | 県指定     | 有形文化財（彫刻）       | 木造四天王立像4躯・木造阿難・迦葉立像2躯 | 山武市松ケ谷イ-2058-1                                | 勝覚寺                         | 昭和54年3月2日  | 6躯   |
| 4    | 県指定     | 有形文化財（彫刻）       | 銅造阿弥陀如来及び両脇侍立像             | 山武市歴史民俗資料館                                 | 日吉神社                       | 昭和55年2月22日 | 3躯   |
| 5    | 県指定     | 有形文化財（彫刻）       | 木造釈迦如来坐像                         | 山武市川崎108                                        | 宝聚寺                         | 昭和55年2月22日 | 1躯   |
| 6    | 県指定     | 有形文化財（考古資料）   | 島戸境1号墳出土遺物                      | さんぶの森ふれあいセンター                           | 山武市                         | 平成7年3月14日  | 257点 |
| 7    | 県指定     | 有形民俗文化財           | 八幡神社のいざりばた                     | 山武市白幡824                                        | 八幡神社                       | 昭和42年3月7日  | 一式  |
| 8    | 県指定     | 記念物（史跡）           | 歌人伊藤左千夫の生家                     | 山武市殿台393                                        | 山武市                         | 昭和25年11月3日 |       |
| 9    | 県指定     | 記念物（史跡）           | 稲葉黙斎墓                               | 山武市成東2698                                       | 元倡寺                         | 昭和49年3月19日 |       |
| 10   | 県指定     | 記念物（史跡）           | 大堤権現塚古墳                           | 山武市松尾町大堤479他                                | 箱根神社他                     | 平成2年3月16日  |       |
| 11   | 県指定     | 記念物（史跡）           | 山室姫塚古墳                             | 山武市松尾町山室914-2                                | 高野神社                       | 平成4年2月28日  |       |
| 12   | 県指定     | 記念物（天然記念物）     | 成東町のクマガイソウ                     | 山武市                                               | 個人                           | 昭和27年11月3日 |       |
| 13   | 県指定     | 記念物（天然記念物）     | 石塚の森                                 | 山武市成東2551他                                     | 国・八幡神社（不動院八幡神社） | 昭和50年3月28日 |       |
| 14   | 国登録     | 登録有形文化財（建造物） | 九十九里教会                             | 山武市松尾60-1                                       | 日本基督教団九十九里教会       | 平成11年8月23日 | 1件   |

## 出身有名人
- 麻生磯次（国文学者）
- 麻生久美子（女優）※旧・山武町出身
- 荒井信久（アマチュア野球選手・指導者） ※旧・松尾町出身
- 伊藤左千夫（アララギ派歌人）
- 小川ローザ（モデル・女優・歌手）
- 鹿島千穂（フリーアナウンサー）
- 勝ノ浦与一右エ門（元力士）
- 川島正行（競馬調教師）
- 斎藤信夫（作詞家）
- 菅原小春（ダンサー）
- 鈴木孝政（元プロ野球選手）
- 田宮裕涼（プロ野球選手）
- 鉞り鉄五郎（元力士）
- 安井理民（鉄道創設者）
- 悠木碧[22]（声優）
- 蕨真一郎（アララギ派歌人）
- 篠原倖太朗（陸上競技）
- 伊澤直乙斗（柔道）

## 備考
2020年東京オリンピック・パラリンピック - ホストタウンとしての登録を2015年12月8日付けで内閣官房に申請し、2016年1月26日にスリランカを対象としたホストタウンに登録された。